# Andrew Omobamidele
Andrew Omobamidele (Leixlip, 23 de junio de 2002) es un futbolista irlandés que juega de defensa en el R. C. Estrasburgo de la Ligue 1.

## Trayectoria
Comenzó su carrera deportiva en el Norwich City, equipo con el que debutó el 16 de enero de 2021, en un partido del EFL Championship frente al Cardiff City. En esa temporada el Norwich ascendió a la Premier League, lo que le permitió debutar en la competición el 11 de septiembre, en la derrota del Norwich por 1-0 frente al Arsenal F. C. En total disputó cinco partidos en la competición, en los que marcó un gol, y permaneció en Norwich hasta que en septiembre de 2023 fue traspasado al Nottingham Forest F. C.
El 24 de enero de 2025 fue cedido al R. C. Estrasburgo francés para lo que restaba de temporada. Tras la misma continuó en el club y firmó hasta 2029.

## Selección nacional
Es internacional con la selección de fútbol de Irlanda. Fue internacional sub-17, sub-19 y sub-21, antes de convertirse en internacional absoluto el 1 de septiembre de 2021, en un partido de clasificación para la Copa Mundial de Fútbol de 2022 frente a la selección de fútbol de Portugal.

## Clubes
| Club                       | País       | Año       |
| -------------------------- | ---------- | --------- |
| Norwich City F. C.         | Inglaterra | 2021-2023 |
| Nottingham Forest F. C.    | Inglaterra | 2023-2025 |
| R. C. Estrasburgo (cedido) | Francia    | 2025      |
| R. C. Estrasburgo          | Francia    | 2025-     |

## Palmarés

### Títulos nacionales
| Título           | Club               | País       | Año  |
| ---------------- | ------------------ | ---------- | ---- |
| EFL Championship | Norwich City F. C. | Inglaterra | 2021 |